# Roquette Frères
Roquette Frères ist ein französisches Familienunternehmen, dessen Schwerpunkt die Verarbeitung von Stärkeprodukten nach Extraktion aus Mais, Kartoffeln, Weizen oder Erbsen ist. 
Der Hauptsitz befindet sich in Lestrem im Département Pas-de-Calais. Roquette fertigt und entwickelt eine breite Palette von Vor- und Fertigprodukten für die Verwendung in der Lebens- oder Futtermittelindustrie, Papierindustrie und Pharmaindustrie. Das Unternehmen Roquette Frères ist eine Aktiengesellschaft im Besitz der Familie Roquette. Die Aktien werden nicht an der Börse gehandelt.
Roquette arbeitet an vier Standorten in Frankreich: 
- Lestrem (Hauptsitz, Stärkeindustrie Quelle: Mais)
- Beinheim (Stärkegewinnung aus Mais und Weizen)
- Vic-sur-Aisne (Stärkefabrik Kartoffelpfannkuchen)
- Vecquemont (Stärkefabrik Kartoffelpfannkuchen)

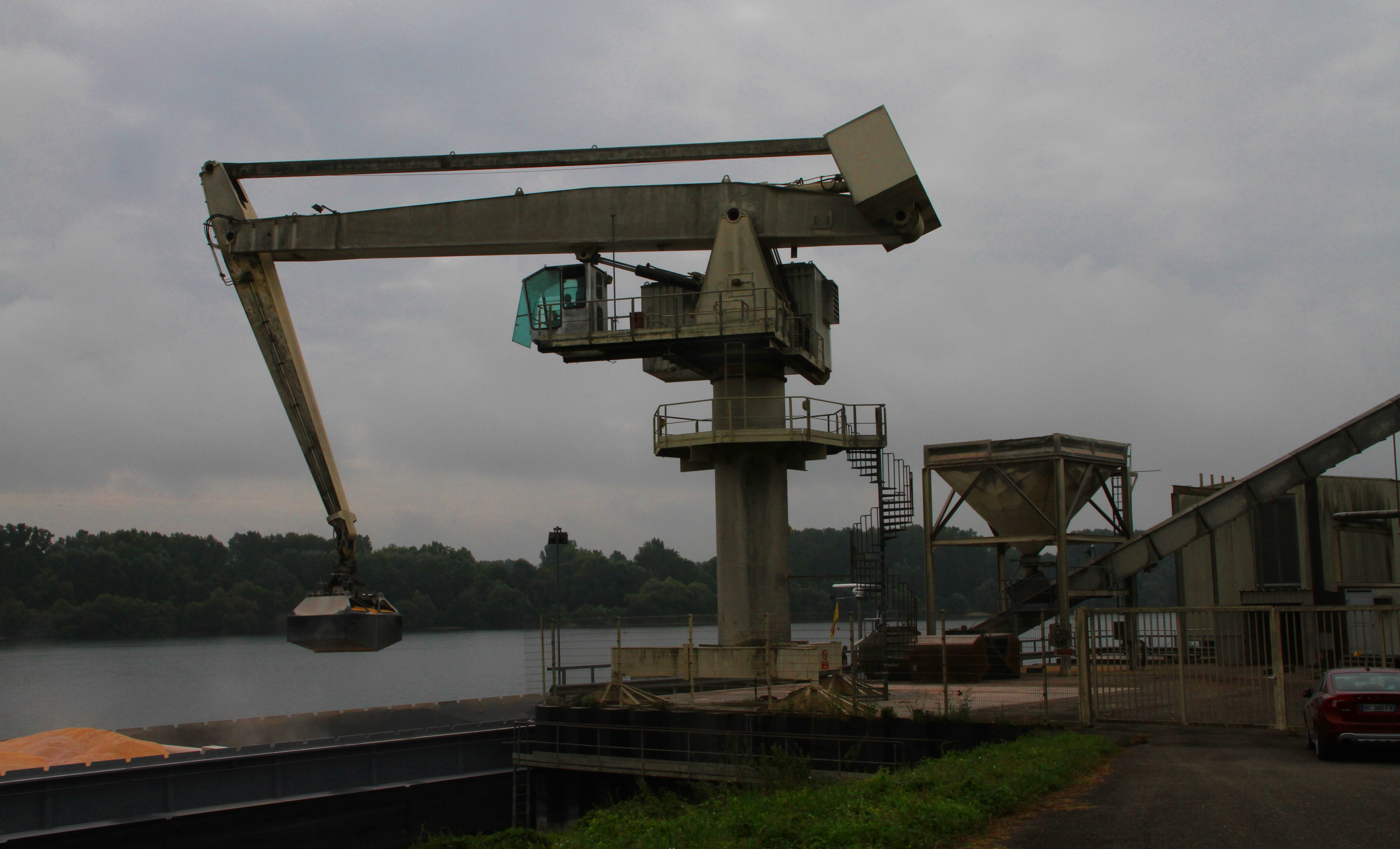
Schiffsentlade-Station am Rhein beim Werk Beinheim

Insgesamt hat die Gruppe zwölf Standorte in Nordamerika, Asien und Europa. Roquette ist das viertgrößte Stärkeunternehmen und globaler Hersteller von Stärke.
Außerdem werden die Zuckeraustauschstoffe Sorbitol, Mannitol und Xylitol, sowie Maltodextrin hergestellt. Ein weiteres Geschäftsfeld ist die Herstellung von Nährmedien für Bioreaktoren.